# 康勝
康勝（こうしょう、生没年不詳）は、日本の鎌倉時代の仏師。運慶の四男。湛慶は兄。慶派。

## 略伝
建久8 - 9年（1197 - 1198年）、東寺南大門の金剛力士（仁王）像（明治時代初頭に焼失し現存せず）の造立に運慶らとともに携わったのが、史料上の初見である。運慶が一門の仏師を率いて建暦2年（1212年）に完成させた興福寺北円堂復興造仏にあたっては、四天王のうちの多聞天像を担当しているが、この四天王像は現在、所在不明である（現在、興福寺北円堂に安置する四天王像は全く時代の違う平安時代初期のもの）。
現存する康勝の作品としては、日本の肖像彫刻として屈指の著名作である空也上人像（六波羅蜜寺蔵）、後世の弘法大師像の規範となった東寺御影堂の弘法大師（空海）像（『東宝記』に「仏師康勝法眼作」の記述あり）などがある。
東大寺念仏堂の地蔵菩薩坐像（康清作）の銘記から、この像は運慶と康勝の尊霊のために造られ、嘉禎3年（1237年）より以前に康勝が没していることが知られる。子に、康誉、康清。

## 作品

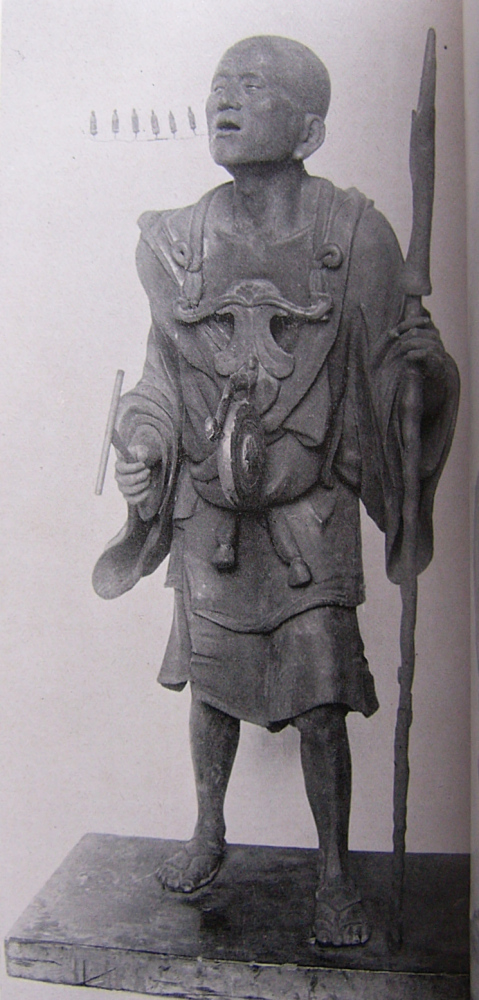
六波羅蜜寺　空也上人像

- 六波羅蜜寺 空也上人立像（重要文化財） - 制作年不明だが、銘から法橋に叙される前の初期作。口から6体の阿弥陀仏の小像を吐き出している特異な姿の像。6体の阿弥陀仏は「南無阿弥陀仏」の6字が仏と化したことを意味する。
- 法隆寺金堂西の間 阿弥陀三尊像（銅造、重要文化財） - 貞永元年（1232年）。「法橋康勝」銘あり。当初安置されていた阿弥陀三尊像が盗難にあった後、飛鳥様式を模して造られた像。両脇侍のうち勢至菩薩像は明治時代初期に寺から流出して、パリのギメ東洋美術館の所蔵となっている。
- 東寺御影堂 弘法大師坐像（国宝） - 天福元年（1233年）

推定作
- 円成寺四天王像（重要文化財） - 建保5年（1217年）

## 参考資料
- 伊藤史朗 『日本の美術535 京都の鎌倉時代彫刻』 ぎょうせい、2011年 ISBN 978-4-324-08744-2